# Оливеро, Магда
Ма́гда Оливе́ро (итал. Magda Olivero, полное имя Мария Маддалена Оливеро, итал. Maria Maddalena Olivero; 25 марта 1910, Салуццо — 8 сентября 2014, Милан) — итальянская оперная певица, сопрано. Считается одной из лучших исполнительниц веристских партий, известна как певица с самой длительной карьерой.

## Биография
Магда Оливеро родилась 25 марта 1910 года в семье судьи. Начала учиться игре на фортепиано в шестилетнем возрасте, с детства обладала сильным, но необработанным голосом. В 13 лет поступила в Туринскую консерваторию, продолжала заниматься фортепиано и композицией, безуспешно пробовалась как вокалистка. Встреча с профессором Луиджи Джерусси сыграла решающую роль в становлении певицы. Актёрское образование Оливеро получила в Миланской Академии сценического искусства, класс Доры Сетти.
Оливеро с успехом дебютировала в 1933 году в театре Виктора Эммануила в Турине с партией Лауретты («Джанни Скикки» Дж. Пуччини) и в том же году выступила в Ла Скала во второстепенной партии Анны в опере «Набукко» Джузеппе Верди. В 1935 году спела Джильду («Риголетто» Дж. Верди) и по совету Туллио Серафина начала готовить репертуар лирико-колоратурного сопрано и стала одной из лучших Виолетт («Травиата» Дж. Верди) XX века. Впоследствии Оливеро чаще исполняла роли для крепкого сопрано (Манон Леско, Эльза в «Лоэнгрине»).
В 1938 году Мария Маддалена исполнила заглавную партию в опере Умберто Джордано «Марчелла», с тенором Тито Скипа и в постановке Франко Капуаны.
В 1941 году певица вышла замуж и покинула сцену на десять лет. Сценическую карьеру Оливеро возобновила по совету Франческо Чилеа в его опере «Адриенна Лекуврёр». Композитор считал Магду Оливеро лучшей исполнительницей партии Адриенны, так как ей, по его словам, «удалось выразить нечто большее, чем то, что написано в нотах».
После возвращения на сцену в репертуаре певицы стали преобладать партии в веристских операх. Оливеро была непревзойдённой исполнительницей партий Ирис («Ирис» Пьетро Масканьи), Федоры («Федора» Джордано), Мими («Богема» Пуччини), Манон Леско («Манон Леско» Пуччини), Тоски («Тоска» Пуччини), Мадам Баттерфляй («Мадам Баттерфляй» Пуччини), Минни («Девушка с Запада» Пуччини), Жоржетты («Плащ» Пуччини), Лю («Турандот» Пуччини), Валли («Валли» Альфредо Каталани), Катюши Масловой («Воскресение» Франко Альфано), Франчески да Римини («Франческа да Римини» Риккардо Дзандонаи), Матери Марии («Диалоги кармелиток» Франсиса Пуленка). Магда Оливеро принимала участие в мировых премьерах опер Латтуады («Пещера Саламанки», 1936), Росселини, Джентилуччи, Тести и Малипьеро. Критикой отмечены роли в «Медиуме» Джанкарло Менотти, «Енуфе» Леоша Яначека. При этом певица продолжала блистать в «Травиате» и «Манон Леско». Артистизм, музыкальность и выразительность отличали Оливеро от других знаменитых певиц того времени, среди которых Тебальди и Каллас.
Магда Оливеро выступала в основном в театрах Италии, выходила на сцену в Париже, Лондоне, Вене, Амстердаме, Рио-де-Жанейро, на Глайндборнском фестивале. Американский дебют состоялся в 1967 году: певица спела Медею («Медея» Л. Керубини) в Далласе. В 1971 году с большим успехом выступила в «Филармоник Холл» в Нью-Йорке, и лишь в 1975 году 65-летняя дебютировала в «Метрополитен-опера» с партией Тоски, которую впоследствии неоднократно исполняла в США с непреходящим успехом. Репертуар певицы включал 82 роли в операх, все они были исполнены на театральной сцене.
В оперном спектакле Оливеро в последний раз вышла на сцену в Вероне в марте 1981 года, в моноопере Пуленка «Человеческий голос». После смерти мужа в 1981 году Магда Оливеро перестала выступать в опере, но продолжала концертную деятельность и записи фрагментов опер. Последним публичным выступлением Оливеро было исполнение монолога Франчески да Римини Paolo datemi pace в Палаццо Кузани в Милане, певице было 99 лет. Столетний юбилей Магды Оливеро отмечали на Canale 5 и в Театр Реджио. 
Магда Оливеро умерла в возрасте 104 лет в миланской больнице. Похоронена на Монументальном кладбище в Милане․

## Дискография
Большинство записей с участием Магды Оливеро сделаны во время живого исполнения спектаклей. Существует лишь несколько студийных записей:
- Дж. Пуччини, «Турандот»: Д. Чинья, Ф. Мерли; дир. Ф. Гионе — Cetra Records, 1938;
- У. Джордано, «Федора»: М. дель Монако, Т. Гобби; дир. Л. Гарделли — Decca, 1969;
- Р. Дзандонаи, «Франческая да Римини» (фрагменты): М. дель Монако; дир. Н. Решиньо — Decca, 1969;
- Ф. Чилеа, «Адриана Лекуврёр» (фрагменты, фортепиано): М. Моретто — Bongiovanni, 1993;
- партия Катюши Масловой в «Воскресении» Альфано (дир. Э. Бонкомпаньи, Lyric);
- Адриана Лекуврёр (дир. М. Росси, Melodram)[10].

- П. Масканьи, «Ирис» — Амстердам, 1963
- Ф. Чилеа, «Адриана Лекуврёр» — Неаполь, 1963
- А. Бойто, «Мефистофель» — Рио-де-Жанейро, 1964
- Дж. Пуччини, «Тоска» — Рио-де-Жанейро, 1964
- Дж. Пуччини, «Манон Леско» — Амстердам, 1964
- Ф. Чилеа, «Адриана Лекуврёр» — Милан, 1965
- Ф. Чилеа, «Адриана Лекуврёр» — Амстердам, 1965
- Дж. Пуччини, «Девушка с Запада» — Триест, 1965
- Дж. Пуччини, «Девушка с Запада» — Турин, 1966
- Дж. Пуччини, «Девушка с Запада» — Венеция, 1967
- Л.Керубини, «Медея» — Даллас, 1967
- У. Джордано, «Федора» — Лукка, 1969
- Э. Вольф-Феррари, «Четыре самодура» — Турин, 1969
- Дж. Пуччини, «Плащ» — Флоренция, 1970
- Дж. Пуччини, «Манон Леско» — Верона, 1970
- Ф. Альфано, «Воскресение» — RAI, Турин, 1971
- Л.Керубини, «Медея» — Мантуя, 1971
- А. Бойто, «Мефистофель» — Мачерата, 1972
- Дж. Пуччини, «Манон Леско» — Каракас, 1972
- А. Каталани, «Валли» — Бергамо, 1972
- Дж. Пуччини, «Тоска» — Фаэнца, 1972
- Ф. Чилеа, «Адриана Лекуврёр» — Ньюарк, 1973
- Л. Яначек, «Енуфа» — Ла Скала, 1974
- Дж. Пуччини, «Тоска» — Метрополитен-опера, 1975
- Дж. Пуччини, «Тоска» — Генуя, 1975
- Н. Рота, «Шляпка из флорентийской соломки» — Брюссель, 1976
- Г. фон Эйнем, «Визит старой дамы» — Неаполь, 1977
- Дж. Пуччини, «Тоска» — Даллас, 1979

## Награды
- Командор ордена «За заслуги перед Итальянской Республикой» (1991).
- Почётный гражданин Палми (1994), Реджо-нель-Эмилия, Салуццо.
- Лауреат Premio del Presidente della Repubblica (2008).